# Stephanotrypeta vittata
Stephanotrypeta vittata är en tvåvingeart som beskrevs av Amnon Freidberg 1979. Stephanotrypeta vittata ingår i släktet Stephanotrypeta och familjen borrflugor. Inga underarter finns listade i Catalogue of Life.